# دیوولور دیجیتال
دیوولور دیجیتال (انگلیسی: Devolver Digital) یک شرکت ناشر بازی ویدئویی آمریکایی میباشد که در سال 2009 در آستین، تگزاس افتتاح شد. از معروف ترین بازی های این شرکت می توان به سریوس سم، گریس و فال گایز اشاره کرد.